# Ни Хун
Ни Хун (кит. упр. 倪红, пиньинь Ní Hóng, род. 28 февраля 1986) — китайская фехтовальщица на саблях, призёр олимпийских игр.
Ни Хун родилась в 1986 году в Пекине. В 2008 году, на Кубке мира по фехтованию в Тяньцзине она была признана лучшей из всех китайских спортсменок. В том же году на Олимпийских играх она выиграла серебряную медаль в составе китайской команды. В 2009 году Ни Хун в составе китайской сборной завоевала бронзовую медаль на Чемпионате мира по фехтованию.